# Burg Are
Die Burg Are ist die denkmalgeschützte Ruine einer Höhenburg auf 240 m ü. NHN oberhalb der Gemeinde Altenahr in Rheinland-Pfalz. Sie wurde von 1095 bis 1105 von Graf Dietrich I. von Are erbaut und 1121 erstmals urkundlich erwähnt.
Seit 1965 trägt das Are-Gymnasium Bad Neuenahr-Ahrweiler den Namen in Anlehnung an die Burg und das gleichnamige Adelsgeschlecht.

## Baubeschreibung
Der Grundriss der Burg ist ein Viereck. Neben Teilen der Vorburg und eines Tores – die sogenannten Gymnicher Porz – sind auch Reste der Wehrmauer erhalten. Außerdem steht an der Südseite der Anlage ein alter Torturm (auch Schellenturm genannt), daneben die Ruine des Palas, der einst eine beheizbare Bischofskammer besaß. Auf der spitzen Felskuppe in der Nordecke stand vermutlich der erste Bergfried. Nördlich davon sind umfangreiche Reste der romanischen Burgkapelle aus dem 12. Jahrhundert erhalten.

## Torhaus Gymnicher Porz

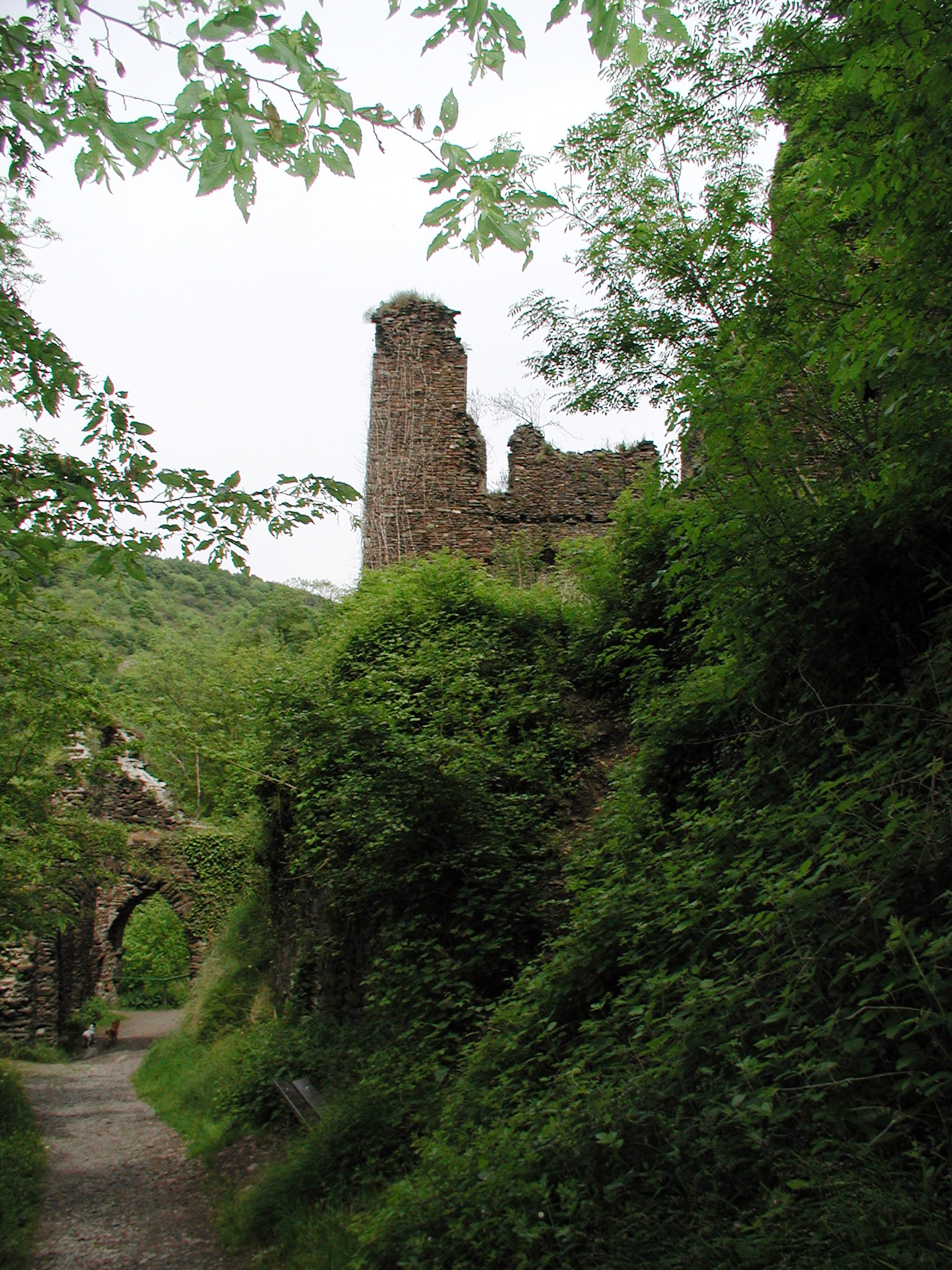
Gymnicher Porz (links unten) mit der Ruine des Burghauses

Unterhalb der Burg Are liegen die Reste der Gymnicher Porz, wobei Porz für Pforte steht. Es handelte sich um eine untere Toranlage am Zuweg zur Burg, die den Burgberg in Verbindung mit einer Mauer abriegelte. Die Anlage bestand aus einem Torhaus über dem Zuweg, einem daran angesetzten Burghaus mit einem Kellergeschoss und zwei Stockwerken mit Wohnräumen sowie einem sich anschließenden Burgturm. Die Benennung beruht auf dem Geschlecht derer von Gymnich. Einige Angehörige waren im 14. und 16. Jahrhundert zeitweise Pfandnehmer der Burg. Es wird vermutet, dass die Toranlage in dieser Zeit entstand. Zeitweise diente die Gymnicher Porz als eigenständiges Burglehen derer von Gymnich.

## Sanierung
Von 1997 bis 1999 wurde die Ruine mit hohem finanziellen Aufwand gesichert und unter Denkmalschutz gestellt. Seither ist sie für die Öffentlichkeit wieder zugänglich. Die im März 1997 begonnene Sanierung diente vor allem der Verkehrssicherung. Es bestand die Gefahr, dass Steine der Anlage auf die unterhalb vorbeiführende Bundesstraße herabstürzen. Das Baumaterial transportierte ein Hubschrauber des Typs Hughes 500 an einem Lastseil zur Burgruine. Nach 30 Flügen stürzte der beladene Hubschrauber am 9. April 1997 ab, weil sich das Lastenseil in den Kufen verfangen hatte. Der Pilot erlitt tödliche Verletzungen.
Im Herbst 1997 war die 22 Meter lange Palaswand mit den beiden Seitenwänden restauriert. Um die Standsicherheit der Wände zu gewährleisten, wurden 65 Anker bis zu 14 Meter tief in den Schieferfels getrieben.
Von 2005 bis 2012 wurde der Brunnen der Burg freigelegt, nachdem dieser im Jahre 1713 mit dem Schutt der zerstörten Burg verfüllt worden war. Der Brunnenschacht erreicht heute wieder eine Teufe von 29 Metern und ist mit einem Metallgitter gesichert.

## Geschichte

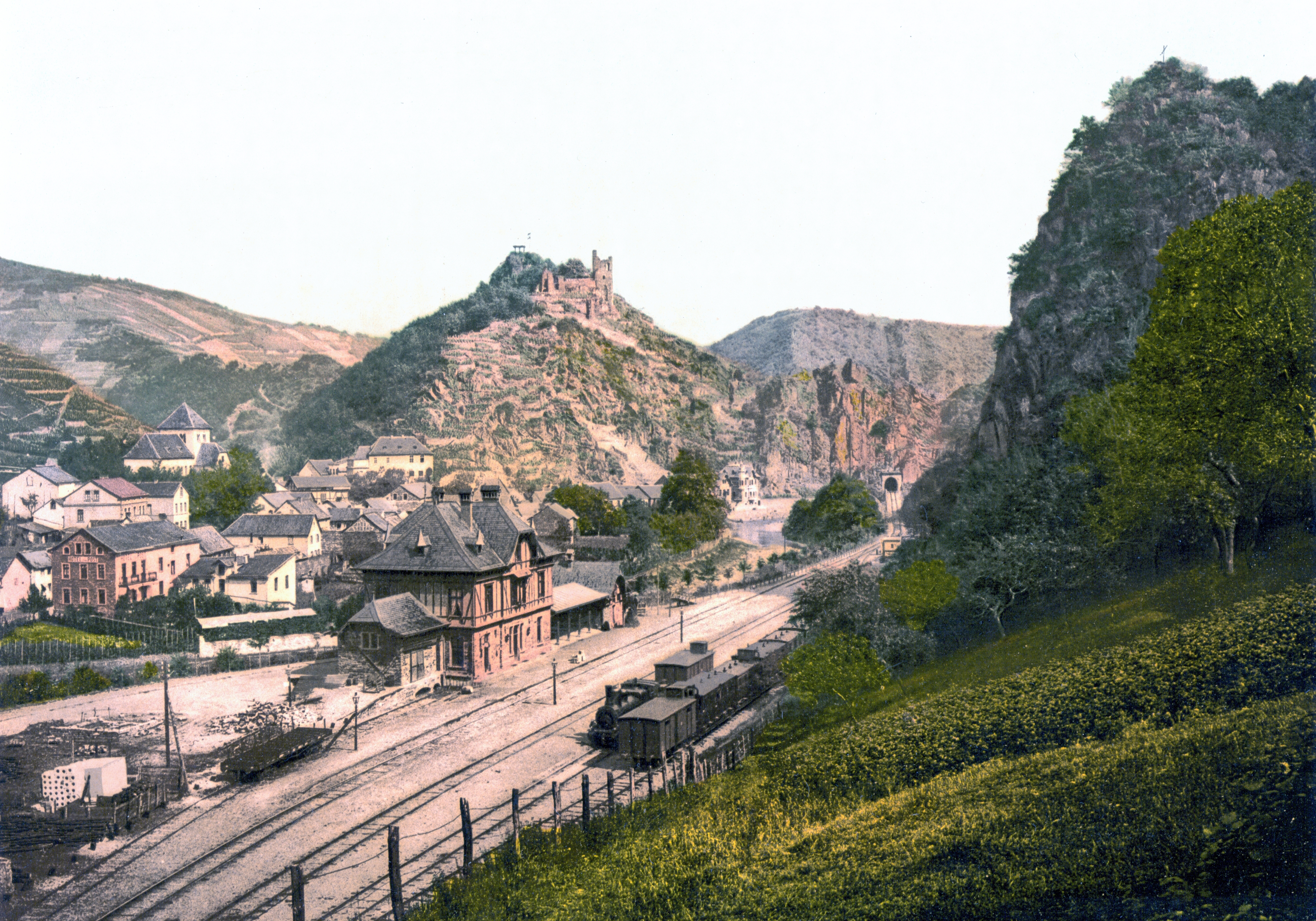
Altenahr und Burg Are um 1900

1246 schenkte Graf Friedrich von Hochstaden, Propst zu Xanten, unter Zustimmung seines Bruders Konrad von Are-Hochstaden die Grafschaft mit den Burgen Are, Hardt und Hochstaden dem Erzstift Köln. Die Erweiterungsbauten mit umfassender Wehrmauer wurden in kurkölnischer Zeit während des 14. und 15. Jahrhunderts zum Schutz der kurkölnischen Besitzungen im Ahrgebiet errichtet. Im 16. und 17. Jahrhundert gab es nur geringe Veränderungen der Bausubstanz durch Reparaturen und Ersatzbauten. Zeitweise diente die Burg auch als Gefängnis, in dem die Kölner Erzbischöfe unliebsame Gegner einkerkern ließen, um sie gefügig zu machen. Lange Zeit war Burg Are geistiges und kulturelles Zentrum für das gesamte Gebiet.
Die Erzbischöfe von Köln verpfändeten die Burg Are mit dem Amt Altenahr häufiger. Die Pfandnehmer wurden jeweils als Amtmännern eingesetzt und bewohnten auch vielfach die Burg. Über größere Zeiträume war der bauliche Zustand der Burganlage schlecht, da die Pfandnehmer die notwendigen Reparaturen nicht durchführen ließen. Eine Ausnahme mit einem baulich sehr guten Zustand war die Zeit von Heinrich von der Horst, der 1625 verstarb.
1690 wurde die Burg nach neunmonatiger Belagerung durch französische Truppen erstmals erobert. Durch den Beschuss war die Burg stark beschädigt worden. 1697 zogen die Franzosen ab, besetzen die Burg aber ab dem 1701 einsetzenden Spanischen Erbfolgekrieg erneut. 1706 übernahmen kurkölnische Truppen die Burg. 1714 ließ Kurfürst Joseph Clemens von Bayern die Mauern im Einvernehmen mit den Dorfbewohnern sprengen. Seither ist die Burg eine Ruine. Noch verwertbare Materialien, wie Holz und Steine, dienten als Baustoff für den Neubau des Amtshauses am Fuße des Burgberges.

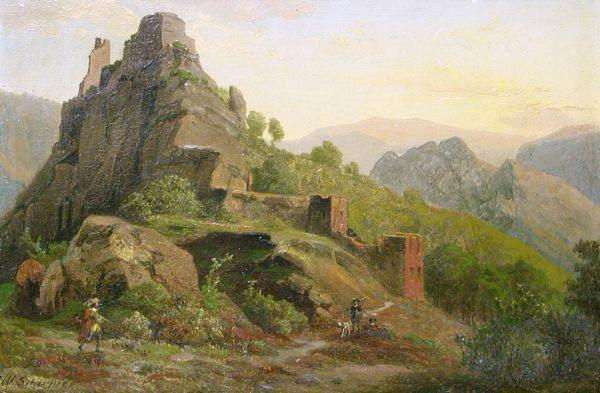
Burg und Toranlage Gymnicher Porz um 1830
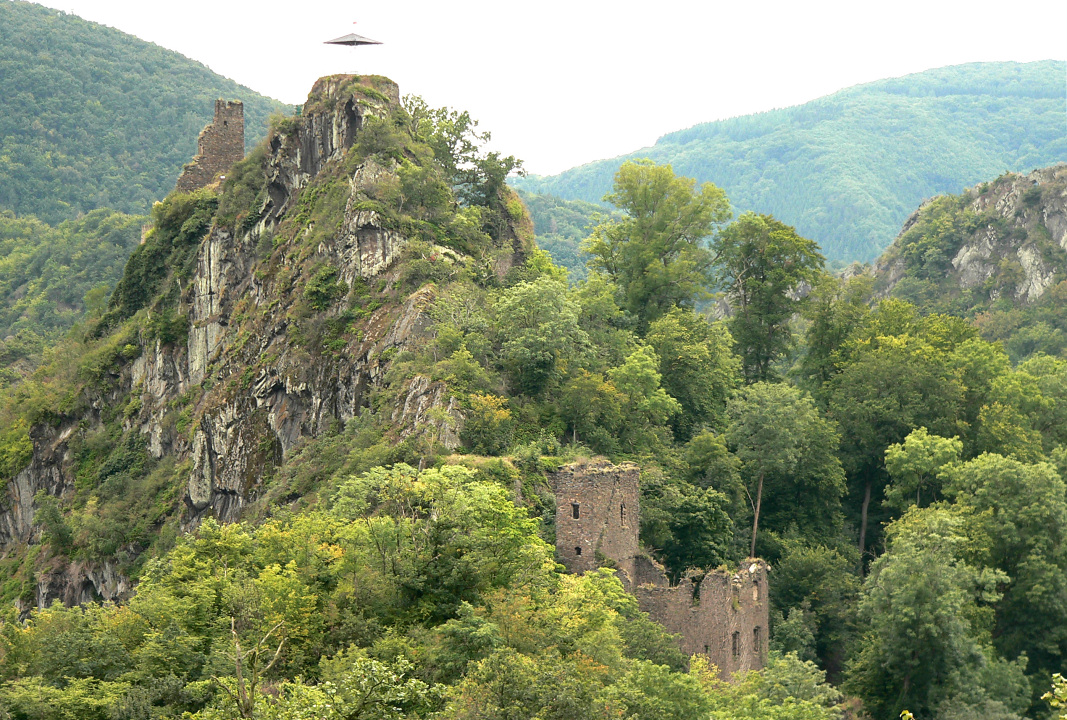
Burg und Tor heute aus ähnlicher Blickrichtung
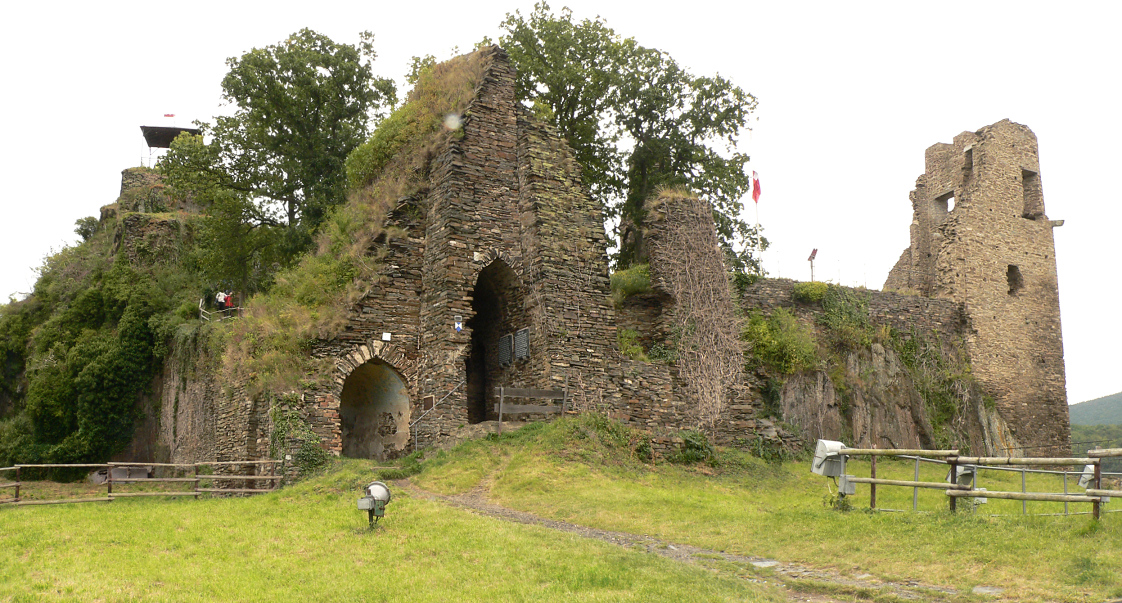
Hauptburg
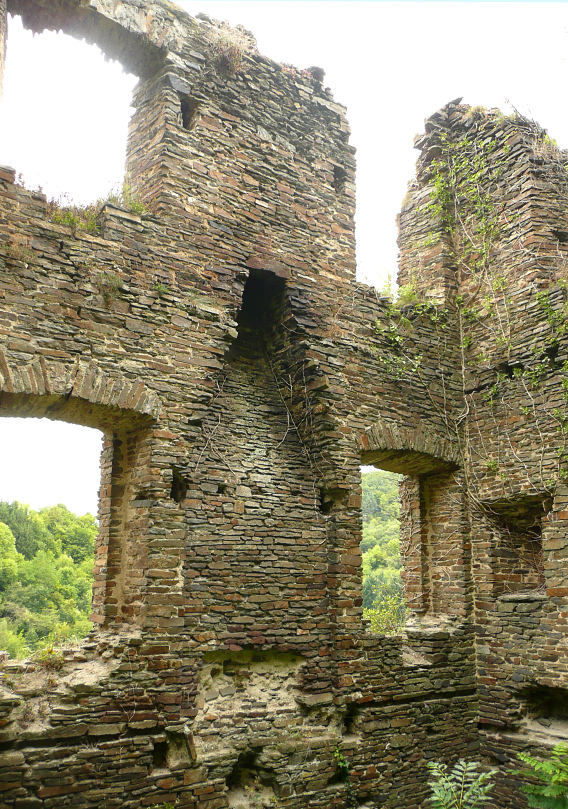
Ruine des Burghauses der Gymnicher Porz mit Kaminrest
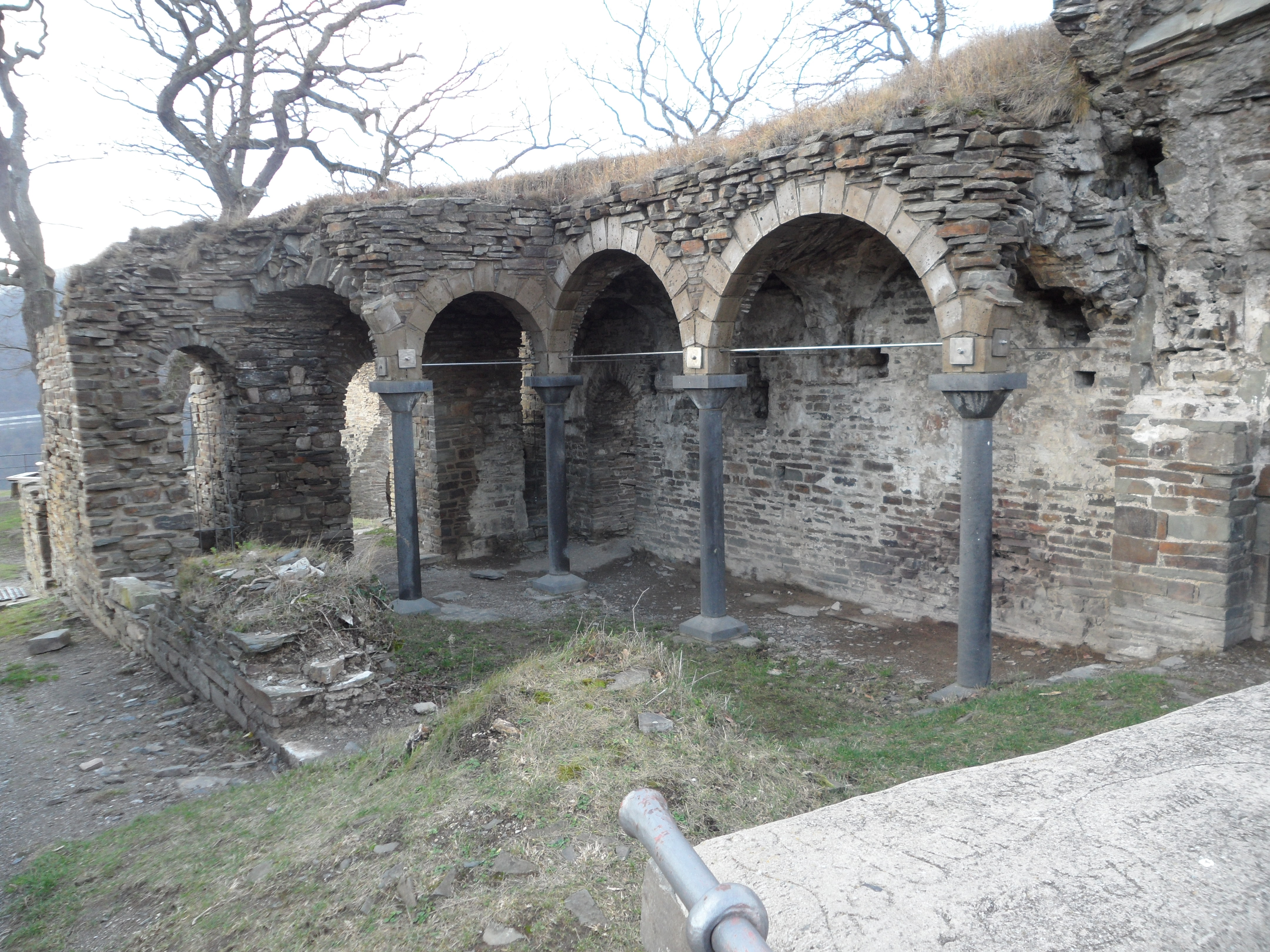
Burgkapelle
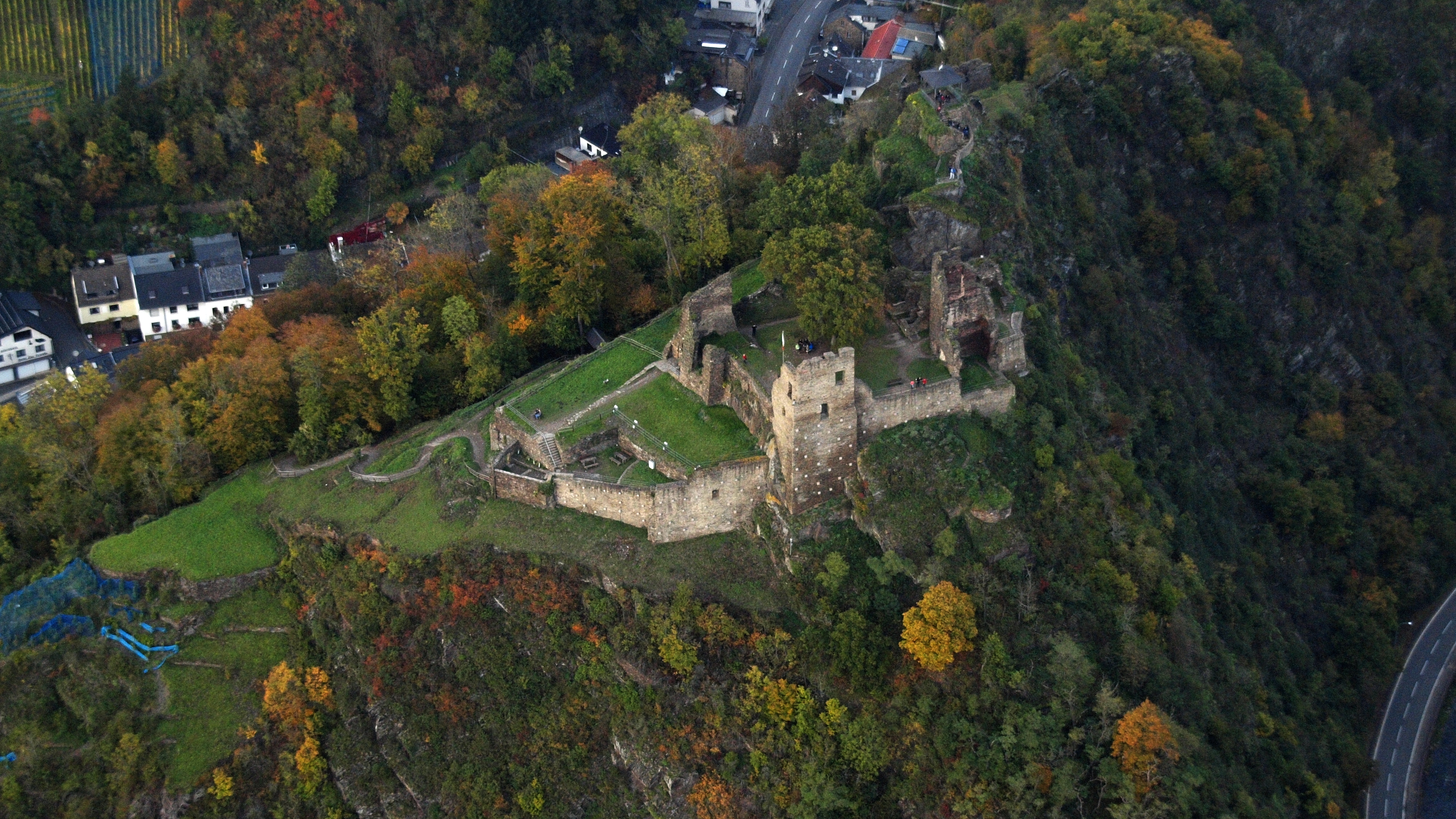
Burg Are, Luftaufnahme (2015)
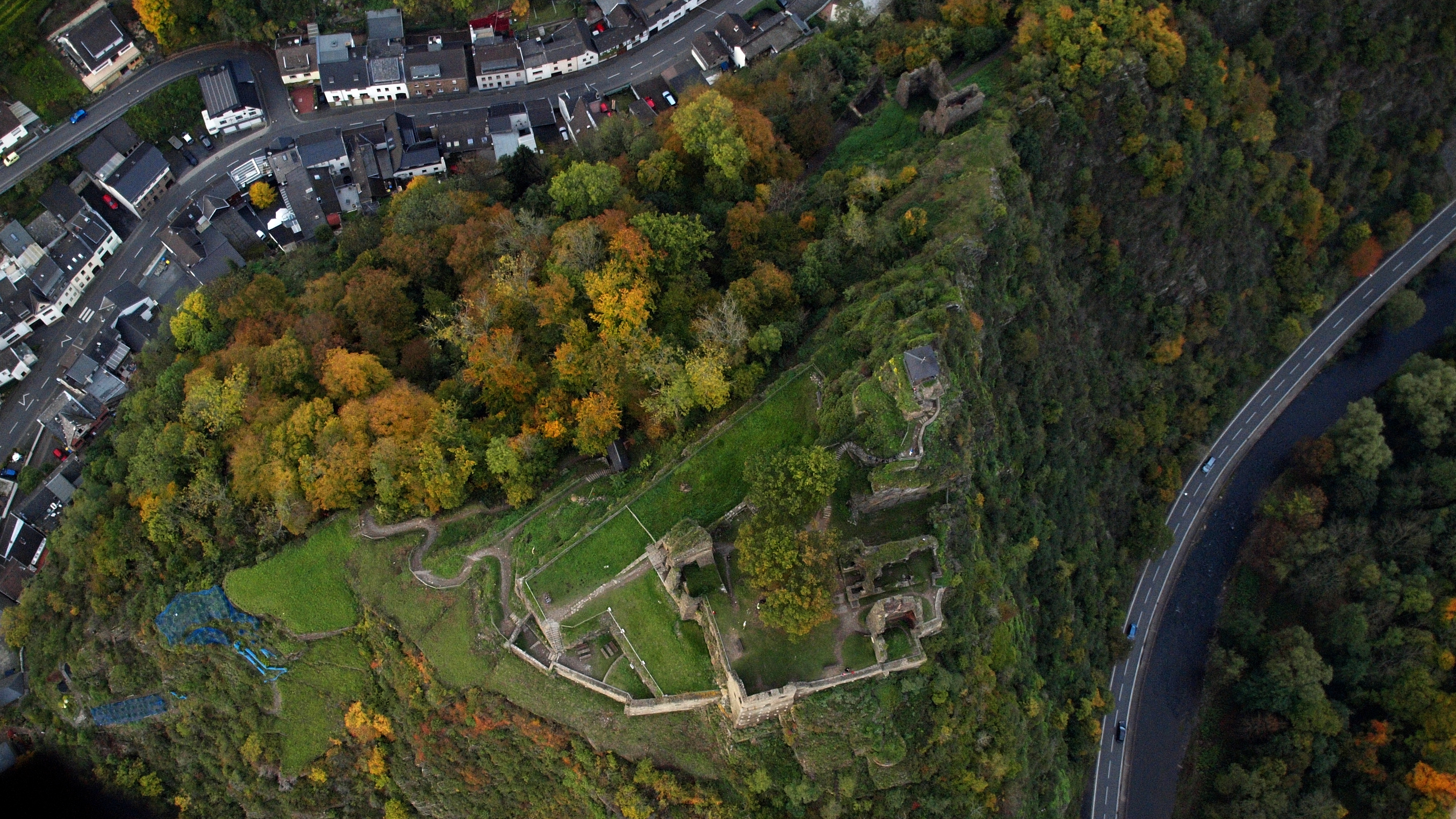
Burg Are, Senkrechtansicht (2015)

## Die Grafen von Are-Hochstaden
Sigebodo I., ein Vasall des Trierer Erzbischofs, war der Begründer des Geschlechts von Are. Er wurde 956 erstmals urkundlich erwähnt und war von 964 bis 992 Graf von Are. Die Grafenfamilie nannte sich nach dem Flusslauf der Ahr, deren Umland sie im Besitz hatte. 1140 teilen sich die Linien Are-Hochstaden und Are-Nürburg. Söhne der Familie waren:
- Gerhard von Are, von 1124 bis 1169 Propst des Bonner Cassius-Stifts, der die Bonner Münsterkirche erweitern ließ
- Friedrich II. von Are, 1152 bis 1168 Bischof von Münster
- Lothar von Hochstaden, 1192/93 Bischof von Lüttich
- Dietrich II. von Are, 1197 bis 1212 Bischof von Utrecht
- Konrad von Hochstaden, von 1238 bis 1261 Kölner Erzbischof und Erbauer des Kölner Doms.

## Sagen
- Ludwig Bechstein: Die Gefangenen auf Altenahr[2]